# Provincia M'Sila
Provincia M'Sila (în arabă ولاية المسيلة) este o unitate administrativă de gradul I (wilaya) a Algeriei. Reședința sa este orașul M'Sila.